# 61–63 Miller Street
Unter der Adresse 61–63 Miller Street in der schottischen Stadt Glasgow befindet sich ein ehemals als Clapperton’s Warehouse bezeichnetes Wohn- und Geschäftsgebäude. 1970 wurde das Bauwerk in die schottischen Denkmallisten in der höchsten Denkmalkategorie A aufgenommen.

## Beschreibung
Das Gebäude wurde im Jahre 1854 erbaut. Für den Entwurf zeichnet der schottische Architekt John Burnet verantwortlich. Sein Sohn John James Burnet führte 1901 Erweiterungen an dem Gebäude aus.
Das vierstöckige Gebäude steht an der Miller Street im Zentrum von Glasgow. Die ostexponierte Frontfassade des Neorenaissancegebäudes ist zehn Achsen weit. Da die beiden zentralen Achsen quasi zu einer gepaart sind, ist die Fassade symmetrisch aufgebaut. Die Gestaltung der Ladengeschäfte im Erdgeschoss entspricht nicht mehr dem Originalzustand. Die Fenster oberhalb des Hauptportals sind mit dekorativ skulpturierten Tympana und Balkon mit gusseiserner Balustrade gestaltet. Die verdachenden Gesimse kragen dort weiter aus als an den übrigen Fenster des ersten Obergeschosses. Im dritten Obergeschoss sind die Fenster der sechs zentralen Achsen in einer neunbögigen Arkade angeordnet. Die Fassade schließt mit einem gekehlten Kranzgesimse.